# Jan XIII.
Jan XIII. (?, Řím – 6. září 972, Řím) byl biskupem v Římě a tedy papežem od 1. října 965 až do své smrti v roce 972. Papežem byl zvolen jako kompromisní kandidát po smrti papeže Lva VIII.

## Život
Původně byl biskupem v Narni, v kteréžto roli se účastnil synody v Římě roku 963, který odvolal papeže Jana XII, i synody v Římě roku 964, který jej znovu dosadil.
Za povstání v Římě roku 966 byl Jan zajat a ztýrán. Císař Ota I. přitáhl do Říma a tvrdě potrestal provinilce. Městského prefekta Petra přivázal za vlasy k jezdecké soše Marka Aurelia, pak ho dal posadit na osla a vozit pro výstrahu a posměch lůzy městskými ulicemi.